# Endasys petiolus
Endasys petiolus là một loài tò vò trong họ Ichneumonidae.